# Opharus trama
Opharus trama är en fjärilsart som beskrevs av Paul Dognin 1894. Opharus trama ingår i släktet Opharus och familjen björnspinnare. Inga underarter finns listade i Catalogue of Life.